# Ki mit tud?
A Ki mit tud? a Magyar Televízió kulturális ifjúsági tehetségkutató műsora volt, amely 1962 és 1996 között összesen tíz adássorozatot ért meg. A műsorban fiatal amatőr művészek mérték össze tudásukat neves művészekből álló zsűri előtt különböző kategóriákban, mint például ének, zene, vers, próza, tánc, később animáció, videóklip, humor, paródia, egyéb.
A tévéműsor megalkotása Békés József, a Magyar Televízió Ifjúsági osztályának vezetője és Karácsondi Miklós, a műsorsorozat szerkesztője nevéhez fűződik. A televíziós megvalósításért Pauló Lajos, az első öt Ki mit tud? televíziós rendezője volt a felelős. Az összesen tíz alkalommal megrendezésre került országos tévés vetélkedőből hetet Megyeri Károly (4) és Antal Imre (3) vezetett. 
A kategóriájukban első helyen végző versenyzők rendszerint külföldi jutalomutazást nyertek. A 60-as években a nyereményutazás célpontja jellemzően a Világifjúsági Találkozót megrendező város volt, a 80-as évekig pedig az akkori baráti vagy politikailag semlegesnek számító országok városai voltak. A különdíjasok és további döntősök kisebb utazásokat, tárgynyereményeket illetve – későbbi kiadásokban – pénzjutalmat kaptak.
A tehetségkutatóban olyan közismert, ma már többszörösen díjazott művészek tűntek fel, mint a könnyűzenei előadók közül Koncz Zsuzsa, Sztevanovity Zorán, Kovács Kati és Szűcs Judith, a komolyzene előadók közül Schiff András, Kincses Veronika és Rost Andrea, a későbbi színművészek közül Kern András, Gálvölgyi János és Kubik Anna valamint a műsorban olyan népszerű együttesek szerezték meg első széles közönség előtti sikereiket, mint a Benkó Dixieland Band, Metro, Tolcsvay-trió, Hungária, Neoton, Generál, Color, Pokolgép és a Nyers.
A zsűriben ült – többek között – és észrevétlenül a nézőket új ismeretekkel gazdagította: Petrovics Emil zeneszerző, Szinetár Miklós színházi és tévés rendező, Major Tamás színész, Pernye András zenetörténész, Rábai Miklós és Vásárhelyi László néptánc-koreográfusok.

## Története
KI szeretne résztvenni a Világ Ifjúsági Találkozón?
KI akar a televízióban szerepelni?
KI tudná műsorral szórakoztatni a nézőket?
MIT vinnél magaddal Helsinkibe, ha te is tagja lennél a küldöttségnek és neked is dobogóra kellene lépni a világ minden tájáról összegyűlt flatalok előtt?
TUDnál-e szavalni, énekelni, táncolni?

TUDnál-e hangszerrel, magánszámmal, paródiával fellépni?

TUDnál-e artista-számmal és bármilyen ötlettel közönség elé állni?
Igen? Bebizonyíthatod! Csak rajtad múlik! A Magyar Televízió havonta egy órát biztosít, hogy nyilvános adásán bemutassa:
KI MIT TUD?
A résztvevők között a sorrendet szavazással döntik el a Televízió nézői.
ELSŐ DÍJ: Utazás a VIT-re.

MÁSODIK DÍJ: Külföldi társasutazás.

HARMADIK DÍJ: Kéthetes hazai üdülés.
 Ezenkívül a legjobbak 25 értékes ajándékot nyernek.
A KI MIT TUD? versenyre jelentkezhet minden fiatal (a hivatásos művészek és művészeti főiskolások kivételével) 14-26 éves korig. Jelentkezni lehet minden KISZ-szervezetnél.
Határidő budapestiek részére: 1962. január 1. Vidékiek részére később közöljük a jelentkezés módját és határidejét.
Az 1961. január 10-én tartott politikai bizottsági határozat konkrét utasításokat tartalmazott a Magyar Televízióra vonatkozóan a televíziós ismeretterjesztés kifejlesztéséről és a művelődési otthonok munkájának figyelemmel kíséréséről. Kovács Béla szerkesztő visszaemlékezése szerint a műsor ötlete a MOM Kultúrházból eredeztethető, ahol Karácsondi Miklós, a műsorsorozat későbbi szerkesztője látott egy felhívást, amely öntevékeny fiatalokat invitált bemutatkozásra. Békés József, a televízió Ifjúsági osztályának vezetője a Magyar Ifjúság egyik cikkében mondta el ugyanezt a történetet, kiegészítve azzal, hogy az ő fejében fogalmazódott meg az ötlet.
Végül 1961 őszére megfogalmazták az alapelveket a készülő televíziós ifjúsági vetélkedő műsorral kapcsolatban:
[…] A műsor megrendezésével azt szeretnénk elérni, hogy az ifjúság széles rétegeinek figyelmét ráirányítsuk a Helsinkiben rendezendő Világifjúsági Találkozóra. A VIT-re készülődés jegyében olyan keresztmetszetet mutatni a magyar ifjúságról, amely a fiatalok ízlését, tehetségét, sokoldalúságát, de mindenekelőtt értékes emberi tulajdonságait tükrözi. Ennek jegyében módot akarunk nyújtani a 14–26 éves fiataloknak, hogy havonta egy-egy műsor keretében bemutassák: ki mit tud. Az előzetes válogatások során igyekeztünk olyan fiatalokat találni, akik fokozott érdeklődésükkel és igényességükkel az átlag fölé emelkednek, de egy pillanatig sem akarnak kirívóakká válni. […] A műsorszámokkal szeretnénk felkelteni a fiatalokban a művészetek iránti fokozott érdeklődést. Célunk továbbá, hogy a Ki mit tud-dal is közelebb hozzuk a KISZ-hez a fiatalok széles rétegeit, akik valamilyen művészeti ágban aktívan működnek, de a KISZ-szel eddig nem találtak kapcsolatot. […]
A műsor alaphelyzete: mit vinnél magaddal Helsinkibe, ha te is tagja lehetnél a magyar fiatalok küldöttségének, milyen műsorszámmal lépnél a világ minden tájáról összesereglett fiatalok elé? A Televízió havonta egyszer, egy órára a fiatalok rendelkezésére bocsátja a stúdiót. Ez alatt az egy óra alatt bárki bemutathatja tudását a művészetek bármely ágában. Szívesen láthatunk bármilyen ötletet, ami színpadon elképzelhető. Tehát felléphetnek versmondással, magánszámokkal, énekkel, hangszeres zenével, tánccal, paródiával, bármilyen artista produkcióval, művészi tornával, pantomimmai stb. […]
A Ki mit tud műsor előkészítése kizárólag a KISZ-szervezetek közreműködésével oldható meg. Segítséget kell nyújtaniuk a jelentkezések összegyűjtésében és a fiatalok bizonyos értelmű kiválogatásában. Nem művészi elbírálásra gondolunk, csupán azt kérjük, hogy a közismerten ellenséges beállítottságú, vagy erkölcsi tekintetben kompromittált fiatalok ne kerülhessenek a kamerák elé. […]
Budapesten egyelőre négy adást tervezünk, de ezt a számot a jelentkezésektől függően emelni is lehet. Amennyiben a Budapesten rendezett Ki mit tud estek beváltják a hozzá fűzött reményeket, folytatni lehet az ország nagyobb városaiban. Ezekben a műsorokban a falusi fiatalok is részt vehetnének. Ha a műsor sikeres lesz, a VIT lebonyolítása után – esetleg más célkitűzéssel – tovább is folytathatnánk a Ki mit tud-ot. A Ki mit tud adásait valamelyik nagyobb művelődési ház színházterméből közvetítenénk. Az adások nyilvánosak. Jegyeket a KISZ-szervezetek igényelhetnek a Televíziótól. Ezeket a jegyeket felhasználhatják a jó munkát végző fiatalok jutalmazására.
Budapest, 1961. október 17.
A KISZ Központi Bizottság agit-prop. osztálya és a Magyar Televízió Ifjúsági osztálya.
A televízió Ifjúsági osztálya és a KISZ KB által szervezett vetélkedőre való felhívás 1961 végén jelent meg a Rádió- és Televízióújságban.

## Formátum

### Meghallgatások
Az első két kiadáskor az elődöntők ideje alatt is lehetett jelentkezni és csak egy televízió által szervezett selejtezőn kellett részt venni. A harmadik kiadástól kezdve a jelentkezési határidőt jóval a műsor megkezdése előtt lezárták. A bejutáshoz helyi, járási, kerületi, városi és megyei versenyek sorozatán kellett szerepelni, a továbbjutottaknak pedig a televíziós fordulók előtt egy országos válogatón (döntőn) kellett részt venniük. A Belügyminisztérium és a Honvédelmi Minisztérium külön tartott Ki mit tud?-selejtezőket a jelentkező dolgozóinak, akik továbbjutás esetén szintén az országos döntőn vehettek részt. Így a műsorra jelentkezők létszámát is tudták "mesterségesen" növelni (például a Zalka Máté Katonai Műszaki Főiskola rézfúvós szextettje vagy a néptánc-együttese visszatérő szereplői voltak a Ki mit tud?-nak).
A Ki mit tud?-ban hivatásos előadók nem léphettek fel (hivatásosnak számított az az előadó, aki az Országos Rendező Iroda (ORI) által kiadott működési engedéllyel rendelkezett).

### Televíziós fordulók
| Ki mit tud? kiadások | Szavazatok száma |
| -------------------- | ---------------- |
| Ki mit tud? '62      | 29 985 szavazat  |
| Ki mit tud? '62-'63  | 65 038 szavazat  |
| Ki mit tud? '65      | 85 100 szavazat  |
| Ki mit tud? '68      | 343 366 szavazat |
| Ki mit tud? '72      | 385 422 szavazat |
| Összesen:            | 908 911 szavazat |

A vetélkedő televíziós része három fordulóból állt. Az első Ki mit tud?-ban a közönség a zsűri által továbbjuttatott versenyzőkre levélben szavazhattak, a közönségszavazás nem volt hatással a műsorra. A szavazás funkciótlanságát a negyedik adás után úgy oldották fel, hogy az így legtöbb szavazatot kapott produkciók – a középső fordulók kihagyásával – közvetlenül a döntőbe kerültek. 1965-ben alakult ki a végleges szavazási rendszer: a nézők adásonként egy versenyzőt továbbjuttathattak – a zsűri által már tovább juttatott versenyzők mellett – a következő fordulóba. Az 1965-1972 közti kiadásoknál külön középdöntőben mérkőztek meg a kamaraműfajok (kórusok, irodalmi színpadosok, klasszikus zenészek) és annak döntőjét is külön napon tartották meg. A két estés döntőt az 1972-es Ki mit tud? után elvetették.
Az első öt kiadás közel egymillió szavazatának megoszlása szerint az egyes kategóriák népszerűségének a sorrendje: 1. vers-, prózamondás, 2. egyéb, 3. tánczene, 4. táncdal, 5. ária, dal, 6. hangszeres zene, 7. tánc.
A Ki mit tud? az ifjúsági jellege (14-26 évesek versenyezhettek, de az alsó korhatár esetén volt korkedvezmény) és a félamatőr-félprofi produkciók miatt a szakértői zsűriről is szólt, akik szakmai alapon értékeltek és tanácsokkal látták el a versenyzőket. Általában pozitív megerősítés volt a jellemző a zsűri részéről a fiatal versenyzők irányába. Egyes zsűritagok hangoztatták interjúikban a műsor inkább játékos mintsem verseny jellegét, csökkentve ezzel a televízió nézői elvárást, hogy az amatőr versenyzőktől profi színvonalú produkciókat várjanak el. A műsorban váltak a nagyközönség számára is ismertté egyes zsűritagok, mint például Petrovics Emil zeneszerző, Szinetár Miklós színházi- és tévés rendező, Pernye András zenetörténész valamint Rábai Miklós és Vásárhelyi László néptánc-koreográfusok.
Bár a vetélkedőn akik bejutottak a televíziós fordulóba, már nem indulhattak többször, az együttes fellépőknél nem vették ennyire szigorúan: néptáncegyüttesek bármennyiszer szerepelhettek, ahogyan a zenei együttesek tagja is szerepelhettek más együttesben (vagy éppen más névvel):
- Zorán: Metro együttes (1962), az 1962–63-as Ki mit tud?-on szólóének kategóriában indult, a Metro együttes kísérte
- Benkó Dixieland Band: Különböző neveken három alkalommal is szerepeltek[9]
- Novai Gábor: Rangers (1968), Generál (1972)
- Nagy György: Volvo (1972), Viktória (1977)

A televíziós Ki mit tud? adásainak díszletét sokan azonosítják a színpad szélén vasúti személykocsikat megformáló ikonikus díszletvonattal (jelképezve a nyereményutazást, benne pedig az utasokat jelképező győzteseket), valójában csak az első és az utolsó kiadásban kapott a "vonat" szerepet.
A Ki mit tud? adásaiban alkalmazták először a drót nélküli, URH adóként működő mikrofont, a mikroportot.

## Zsűri és a műsorvezetők

### Zsűri
Legtöbbször Petrovics Emil volt zsűritag (9 alkalommal), őt követte Szinetár Miklós 7, Vásárhelyi László 6, Major Tamás és Rábai Miklós 4, Benkó Sándor, Jeszenszky Endre és Pernye András 3 alkalommal.
- Csak a döntőbeli zsűri van feltüntetve
- Félkövérrel vannak kiemelve a zsűrielnökök, zárójelben az elnökség éve(i)
- 1963-ban két állandó zsűritag volt, mellettük kategóriánként cserélgették egymást a többiek (nem teljes a lista)
- 1965-ös, 1968-as és az 1972-es döntőt két különböző estén tartották. Kékkel van jelezve, akik csak az egyik estén zsűriztek

      Zsűritag |       Vendég zsűritag
| Zsűritag                             | Év   | Év      | Év            | Év            | Év            | Év     | Év     | Év   | Év   | Év     |
| ------------------------------------ | ---- | ------- | ------------- | ------------- | ------------- | ------ | ------ | ---- | ---- | ------ |
| Zsűritag                             | 1962 | 1962-63 | 1965          | 1968          | 1972          | 1977   | 1983   | 1988 | 1993 | 1996   |
| Rábai Miklós                         |      |         |               |               |               |        |        |      |      |        |
| Szabó Béla (1962, 1963)              |      |         |               |               |               |        |        |      |      |        |
| Kerekes János                        |      |         |               |               |               |        |        |      |      |        |
| Sulyok Mária                         |      |         |               |               |               |        |        |      |      |        |
| Várkonyi Zoltán                      |      |         |               |               |               |        |        |      |      |        |
| Petrovics Emil                       |      |         |               |               |               |        |        |      |      |        |
| Kamarás Rezső                        |      |         |               |               |               |        |        |      |      |        |
| Fejér István                         |      |         |               |               |               |        |        |      |      |        |
| Kertész Kornél                       |      |         |               |               |               |        |        |      |      |        |
| Turán László                         |      |         |               |               |               |        |        |      |      |        |
| Forrai Miklós                        |      |         |               |               |               |        |        |      |      |        |
| Tabi László                          |      |         |               |               |               |        |        |      |      |        |
| Tápai Antal                          |      |         |               |               |               |        |        |      |      |        |
| Lakatos Gabriella                    |      |         |               |               |               |        |        |      |      |        |
| Pernye András                        |      |         |               |               |               |        |        |      |      |        |
| Herskó János                         |      |         |               |               |               |        |        |      |      |        |
| Kazimir Károly                       |      |         |               |               |               |        |        |      |      |        |
| Keres Emil                           |      |         |               |               |               |        |        |      |      |        |
| Orosz László (1965)                  |      |         |               |               |               |        |        |      |      |        |
| Körtvélyes Géza                      |      |         |               |               |               |        |        |      |      |        |
| Baross Imre                          |      |         |               |               |               |        |        |      |      |        |
| Gonda János                          |      |         |               |               |               |        |        |      |      |        |
| Erdős András                         |      |         |               |               |               |        |        |      |      |        |
| Maácz Tibor                          |      |         |               |               |               |        |        |      |      |        |
| Szinetár Miklós (1988)               |      |         |               |               |               |        |        |      |      |        |
| Major Tamás (1968, 1972, 1977, 1983) |      |         |               |               |               |        |        |      |      |        |
| Gyulai Gaál János                    |      |         |               |               |               |        |        |      |      |        |
| Jancsó Adrienne                      |      |         |               |               |               |        |        |      |      |        |
| Vásárhelyi László                    |      |         |               |               |               |        |        |      |      |        |
| Vámos László                         |      |         |               |               |               |        |        |      |      |        |
| Debreczeni Tibor                     |      |         |               |               |               |        |        |      |      |        |
| Fasang Árpád                         |      |         |               |               |               |        |        |      |      |        |
| Komjáthy György                      |      |         |               |               |               |        |        |      |      |        |
| Sándor Judit                         |      |         |               |               |               |        |        |      |      |        |
| Szentkuti Pál                        |      |         |               |               |               |        |        |      |      |        |
| Szokolay Sándor                      |      |         |               |               |               |        |        |      |      |        |
| Benkó Sándor                         |      |         |               |               |               |        |        |      |      |        |
| Faragó Laura                         |      |         |               |               |               |        |        |      |      |        |
| Halász Judit                         |      |         |               |               |               |        |        |      |      |        |
| Jeszenszky Endre                     |      |         |               |               |               |        |        |      |      |        |
| Szirmai Béla                         |      |         |               |               |               |        |        |      |      |        |
| Ungár Anikó                          |      |         |               |               |               |        |        |      |      |        |
| Bánffy György                        |      |         |               |               |               |        |        |      |      |        |
| Dunai Tamás                          |      |         |               |               |               |        |        |      |      |        |
| Czine Mihály (1993)                  |      |         |               |               |               |        |        |      |      |        |
| Molnár Gergely                       |      |         |               |               |               |        |        |      |      |        |
| Huszti Péter (1996)                  |      |         |               |               |               |        |        |      |      |        |
| Szakáts Ildikó                       |      |         |               |               |               |        |        |      |      |        |
| Victor Máté                          |      |         |               |               |               |        |        |      |      |        |
| Források:                            |      |         | [ 11 ] [ 12 ] | [ 13 ] [ 14 ] | [ 15 ] [ 16 ] | [ 17 ] | [ 18 ] |      |      | [ 19 ] |

Zsűritagok galériája
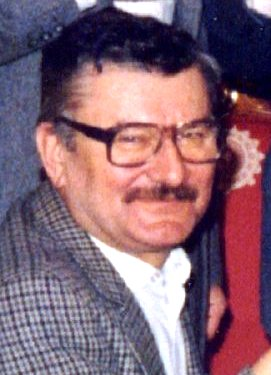
Petrovics Emil
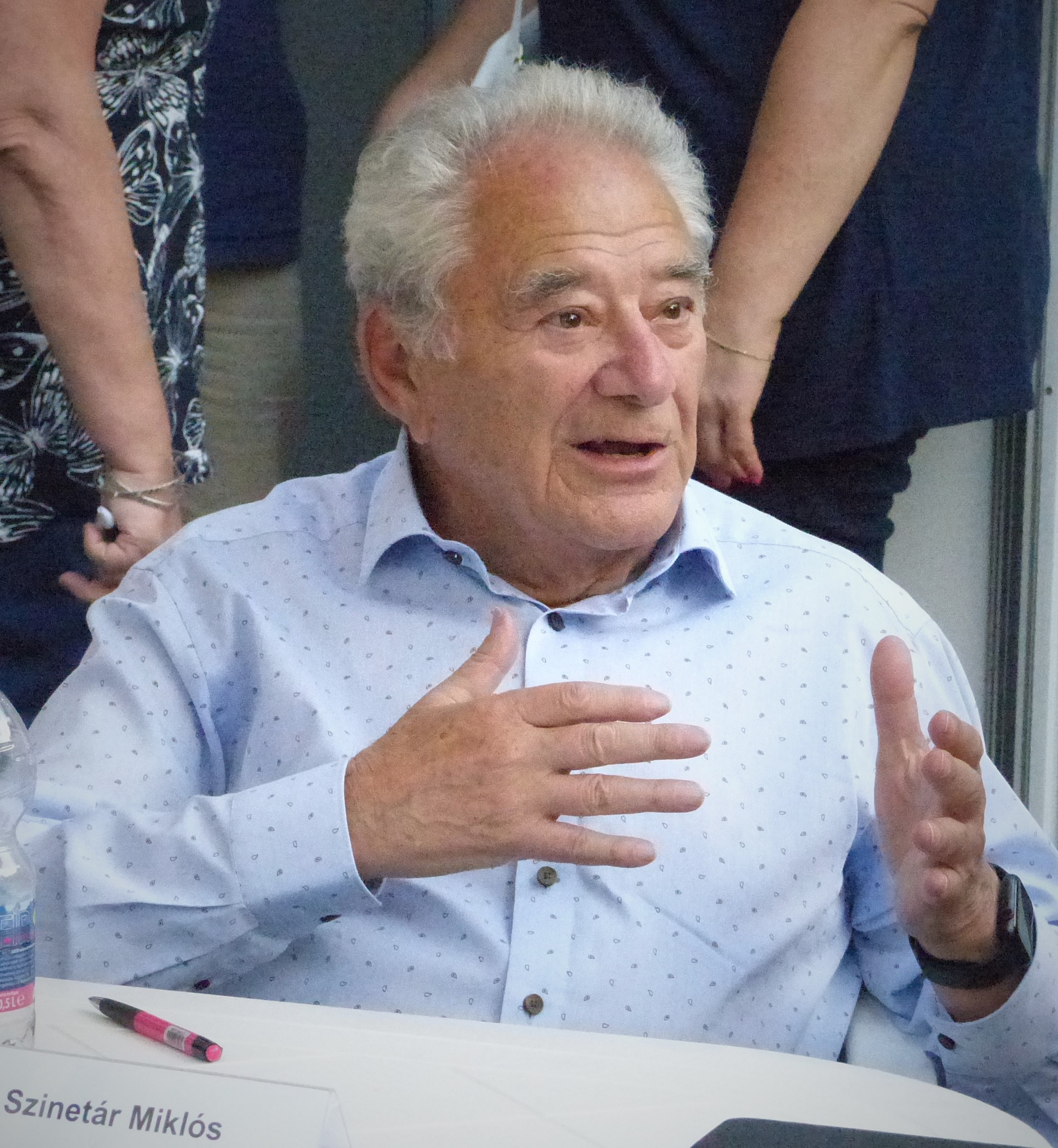
Szinetár Miklós
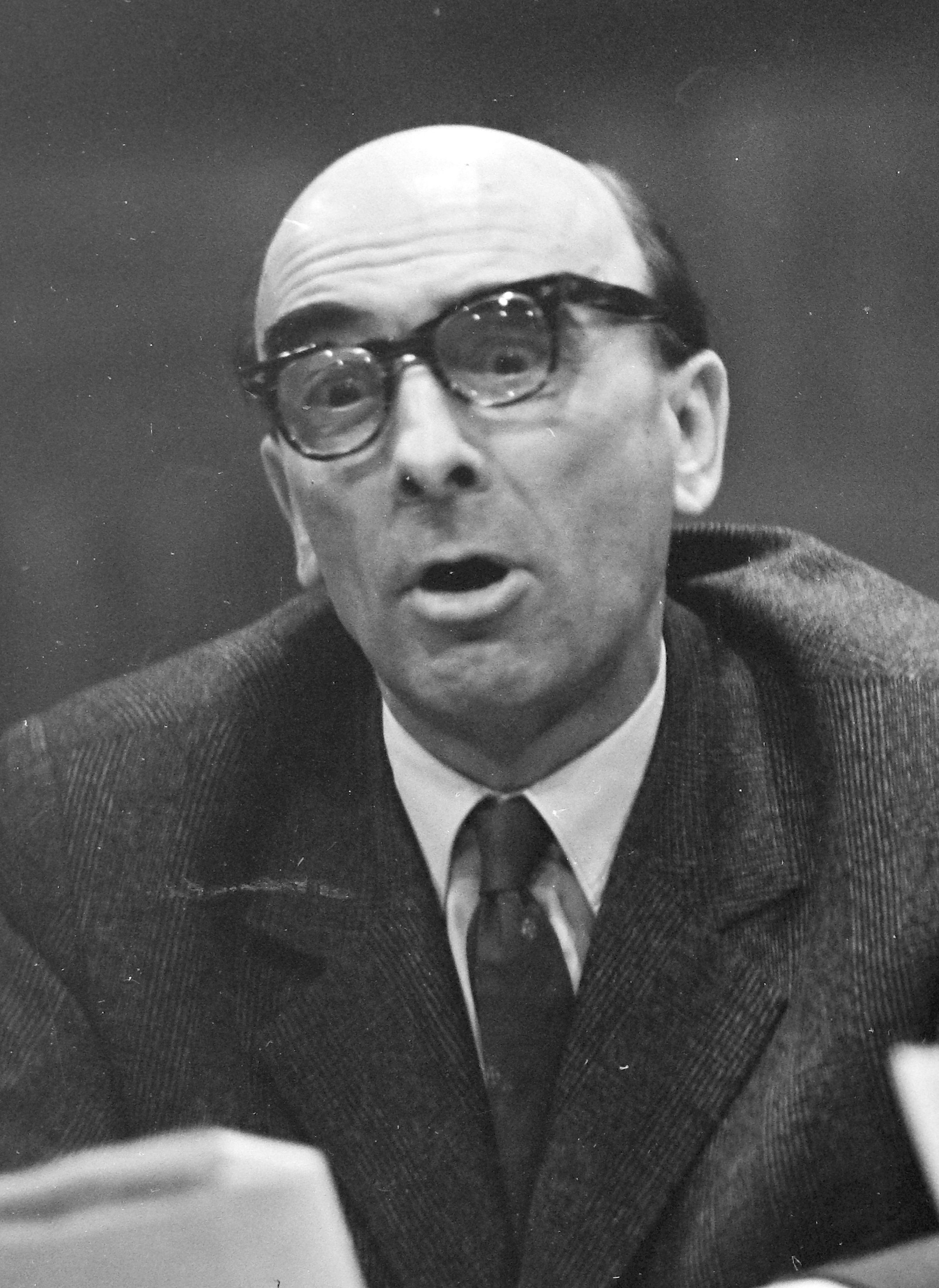
Major Tamás
Pernye András
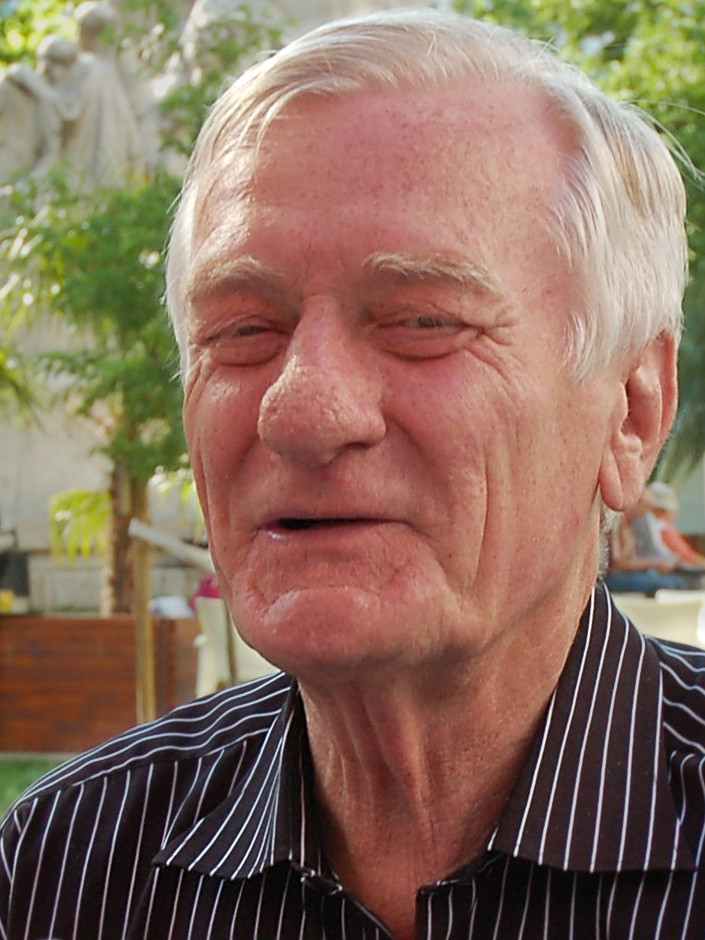
Benkó Sándor

### Műsorvezetők
Megyeri Károly összesen négyszer vezette a Ki mit tud?-ot, őt követte Antal Imre három alkalommal. Az 1983-as Ki mit tud?-ot vezető Gálvölgyi János még versenyzőként szerepelt a '68-as kiadásban.
| Műsorvezetők    | Év   | Év      | Év   | Év   | Év   | Év   | Év   | Év   | Év   | Év   |
| --------------- | ---- | ------- | ---- | ---- | ---- | ---- | ---- | ---- | ---- | ---- |
| Műsorvezetők    | 1962 | 1962–63 | 1965 | 1968 | 1972 | 1977 | 1983 | 1988 | 1993 | 1996 |
| Horváth Győző   |      |         |      |      |      |      |      |      |      |      |
| Megyeri Károly  |      |         |      |      |      |      |      |      |      |      |
| Horvát János    |      |         |      |      |      |      |      |      |      |      |
| Gálvölgyi János |      |         |      |      |      |      |      |      |      |      |
| Antal Imre      |      |         |      |      |      |      |      |      |      |      |

Műsorvezetők galériája
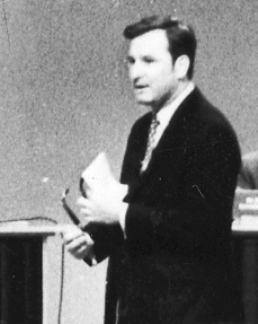
Megyeri Károly
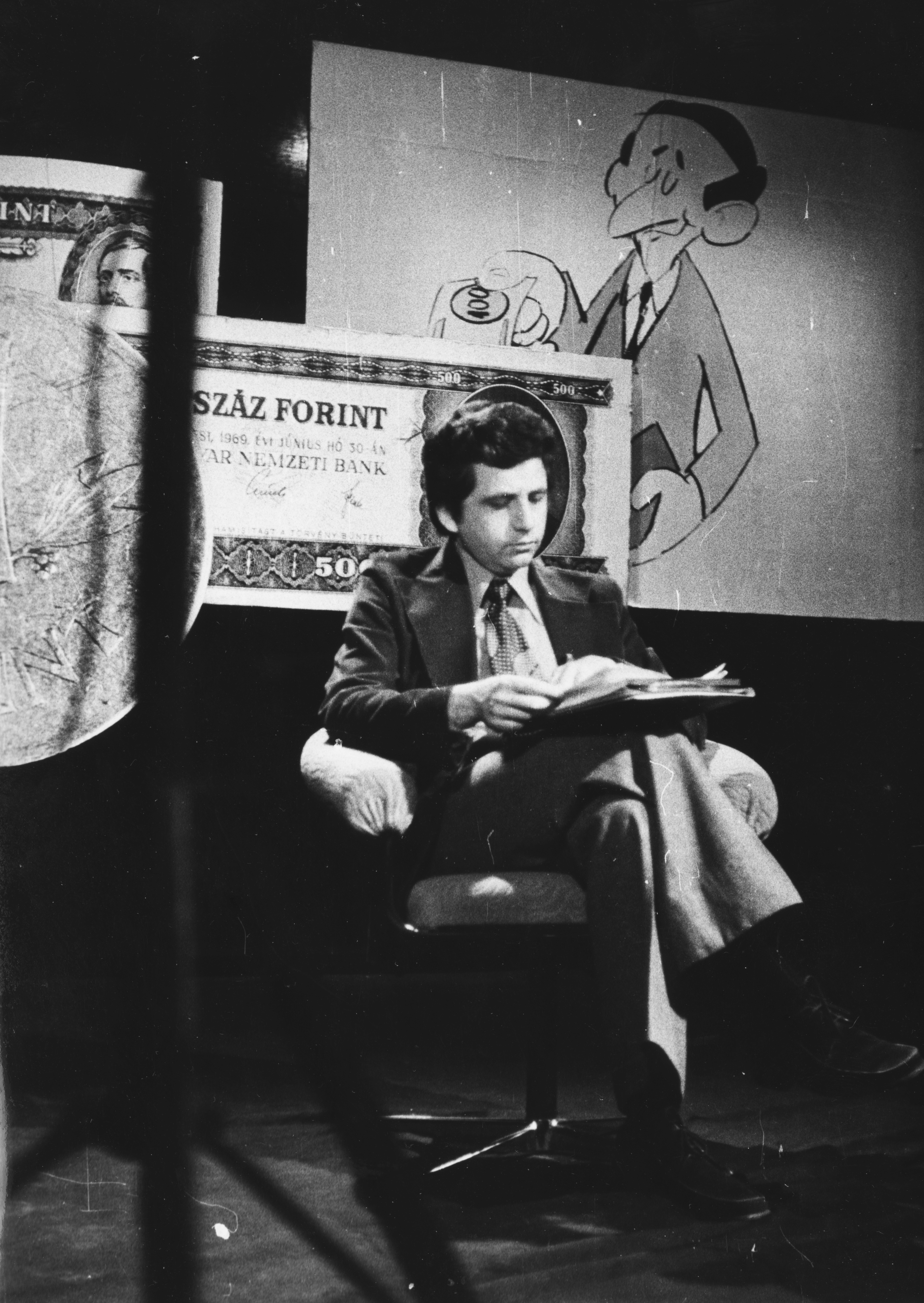
Horvát János
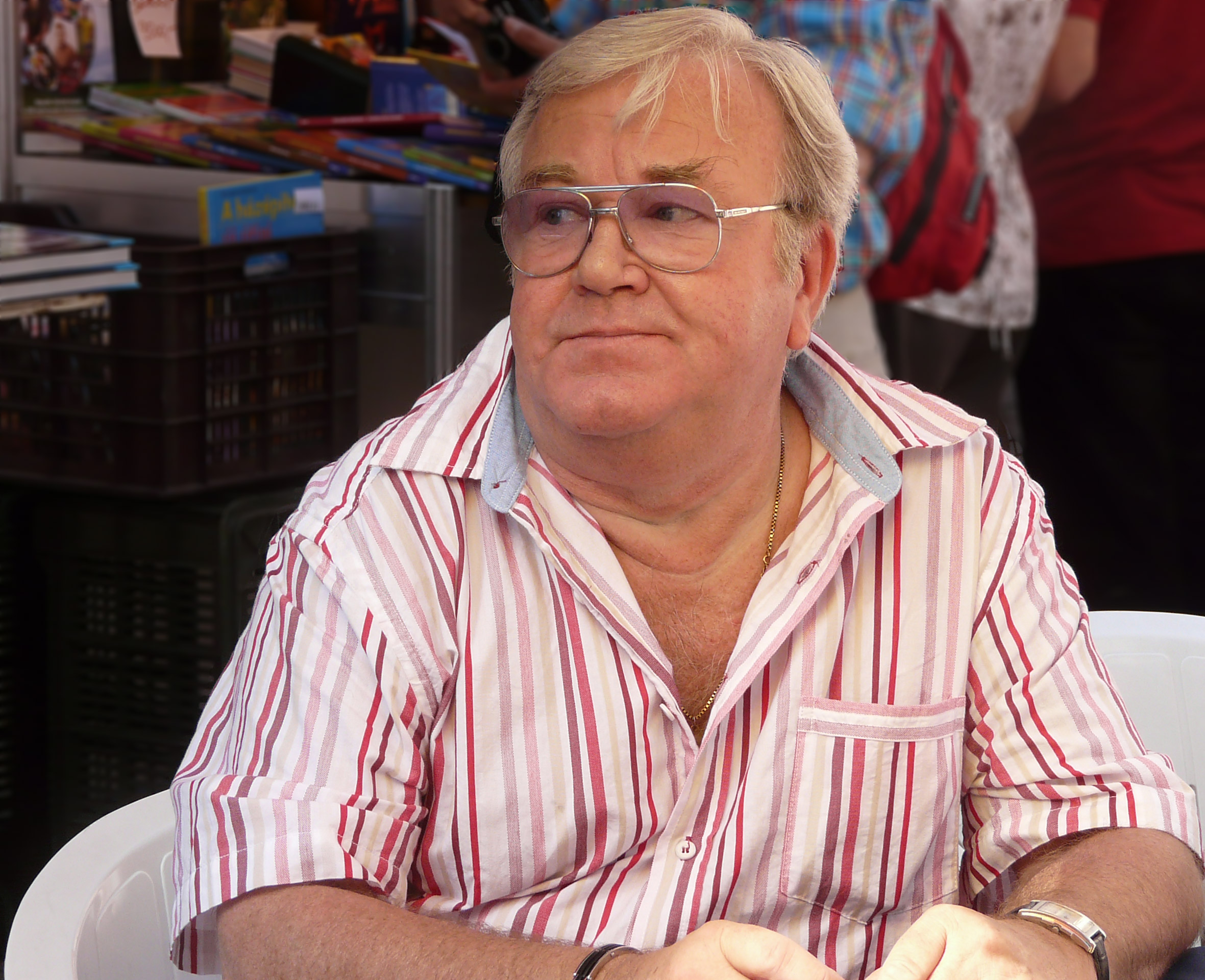
Gálvölgyi János
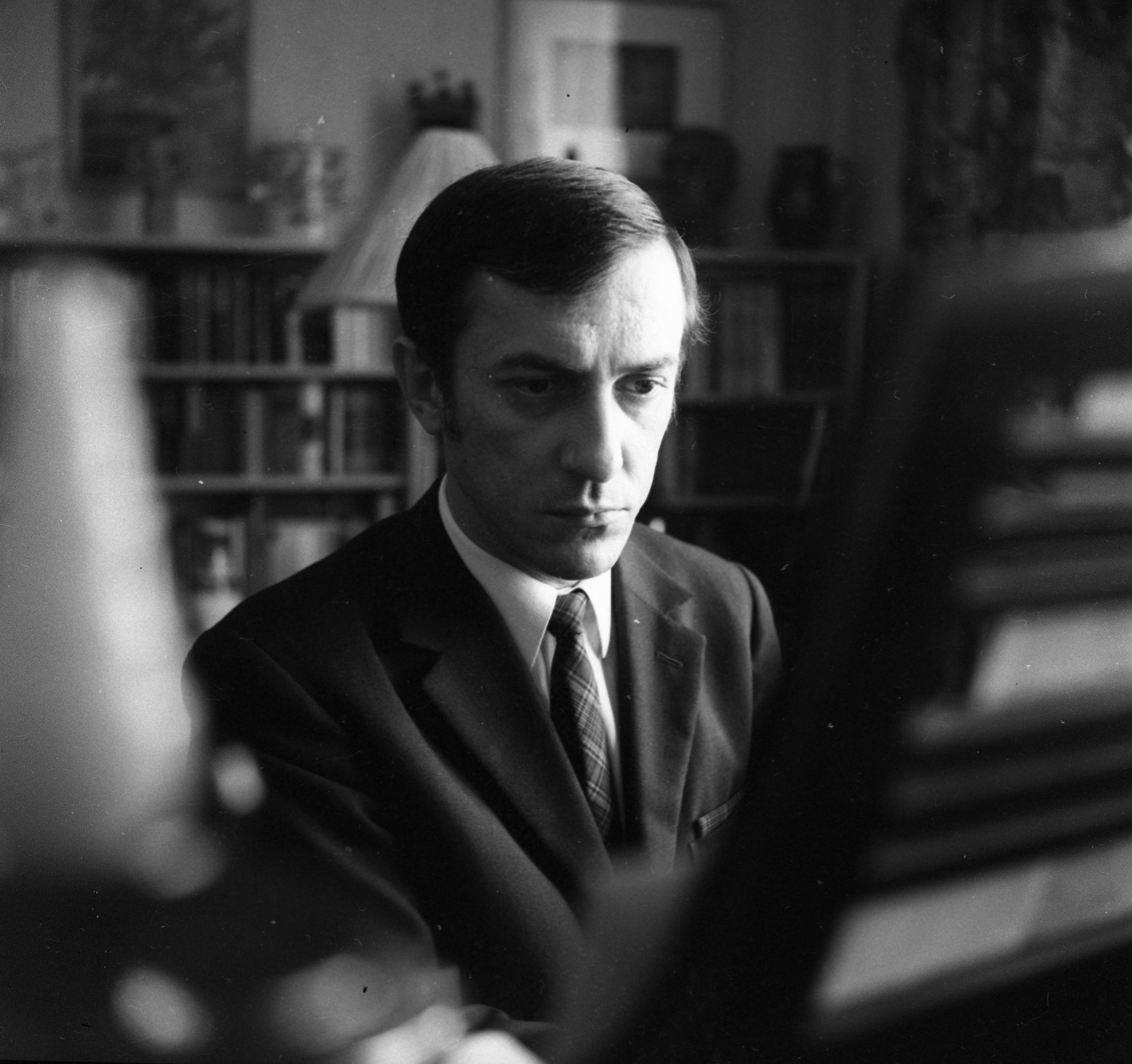
Antal Imre

## Áttekintés
| Év      | Adások száma | Első adás           | Döntő                | Döntő                | Nevezetesebb döntős előadók | Műsorvezető     | Zsűrielnök      | Nyereményutazás                                       |
| ------- | ------------ | ------------------- | -------------------- | -------------------- | --- | --------------- | --------------- | ----------------------------------------------------- |
| 1962    | 11           | 1962. február 13.   | 1962. június 24.     | 1962. június 24.     | Bakacsi Béla, Hacki Tamás, Koncz Zsuzsa, Benkó Sándor, Kern András, Gloviczki Péter, Metro együttes                                                                                   | Horváth Győző   | Szabó Béla      | helsinki Világifjúsági Találkozó                      |
| 1962–63 | 18           | 1962. október 20.   | 1963. július 7.      | 1963. július 7.      | Sztevanovity Zorán, Keveházi Gyöngyi, Szegedi Molnár Géza, Kék Csillag, Expressz együttes, Szilágyi Erzsébet Gimnázium kamaratriója (Csengery Adrienne, Várbíró Judit, Zsadon Andrea) | Megyeri Károly  | Szabó Béla      | szovjetunióbeli körutazás                             |
| 1965    | 13           | 1965. április 4.    | 1965. június 10.     | 1965. június 12.     | Kovács Kati, Ungár Anikó, Zádori Mária, Bóbita bábegyüttes, Harangozó Teri, Kováts Kolos                                                                                              | Megyeri Károly  | Orosz László    | Moszkva–Leningrád–Helsinki–Stockholm–Berlin körutazás |
| 1968    | 10           | 1968. április 25.   | 1968. június 23.     | 1968. június 29.     | Tolcsvai–trió, Schiff András, Kincses Veronika, Hungária együttes, Gálvölgyi János, Neoton, Rangers                                                                                   | Megyeri Károly  | Major Tamás     | szófiai Világifjúsági Találkozó                       |
| 1972    | 13           | 1972. május 4.      | 1972. június 29.     | 1972. július 8.      | Generál, Szűcs Judith, Berki Béla, Boros Lajos, Forgács Gábor, Eszményi Viktória, Mikrolied                                                                                           | Megyeri Károly  | Major Tamás     | jugoszláv–észak–olaszországi körutazás                |
| 1977    | 10           | 1977. február 4.    | 1977. április 4.     | 1977. április 4.     | Color együttes, Pleszkán Frigyes, Gúnya együttes (Lehr Ferenc–Rácz Mihály), Vujicsis együttes, Kis Rákfogó, Szögi Csaba, Kubik Anna                                                   | Horvát János    | Major Tamás     | Varsó–Leningrád–Helsinki körutazás                    |
| 1983    | 9            | 1983. május 20.     | 1983. július 24.     | 1983. július 24.     | Falusi Mariann, Studium Dixieland Band (Rókusfalvi Pál), Ghyczy Tamás, Forrás Csaba, Szélkiáltó, Farkas Kati, Pokolgép együttes                                                       | Gálvölgyi János | Major Tamás     | kubai körutazás                                       |
| 1988    | 9            | 1988. július 27.    | 1988. szeptember 17. | 1988. szeptember 17. | Jónás Tamás, Los Andinos, Swetter, Fekete Ernő, Kálid Artúr | Antal Imre      | Szinetár Miklós | egyiptomi körutazás                                   |
| 1993    | 12           | 1993. július 1.     | 1993. szeptember 18. | 1993. szeptember 18. | Enemy Squad breaktánc–együttes (Szűcs Zoltán), Varga János, Rába Roland | Antal Imre      | Czine Mihály    | thaiföldi körutazás                                   |
| 1996    | 12           | 1996. augusztus 28. | 1996. november 16.   | 1996. november 16.   | Nádasi Veronika, Lukács Peta, Kováts Gergely Csanád, Herczenik Anna, Rácz Ödön, Lakatos Mónika, Savaria Singers (Németh Juci)                                                         | Antal Imre      | Huszti Péter    | mexikói körutazás                                     |

Megjegyzések
1. ↑  A Metro döntőbe jutott, de az együttes erősítőhiba miatt nem tudott fellépni.
2. ↑  A győztesek eredetileg a soron következő algériai VIT-re utaztak volna, de a Ki mit tud?-döntő után pár nappal bekövetkezett algériai államcsíny miatt a VIT-et elhalasztották és a nyertesek egy külföldi körutazást kaptak helyette.

### 1962

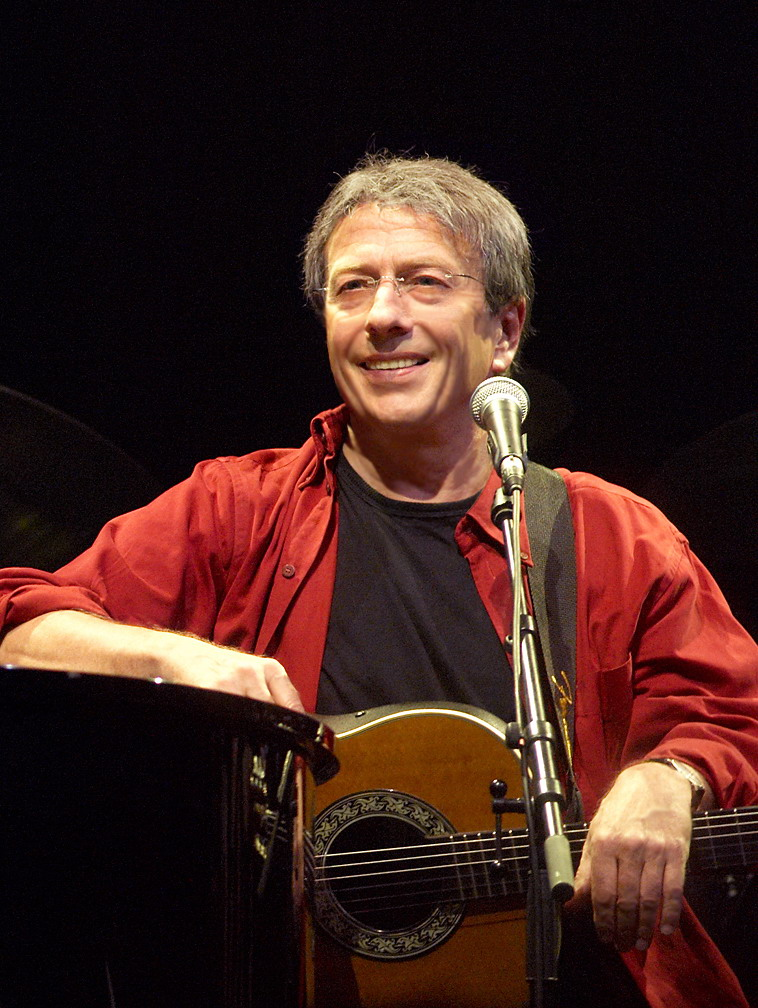
Sztevanovity Zorán, '62-es Ki mit tud?-döntős a Metro együttessel, '63-ban győztes szólóénekesként (táncdal)

Az első alkalommal kiirt Ki mit tud?-ot 1962. február 13. és június 24. között rendezték, a döntőt a budapesti Jégszínházban tartották meg. A műsorvezető Horváth Győző volt. A zsűriben többek között helyet kapott Sulyok Mária színésznő, Rábai Miklós koreográfus és Várkonyi Zoltán színész-rendező. A győztesek között volt Bakacsi Béla énekes, de itt tűnt fel először Hacki Tamás füttyművész, Koncz Zsuzsa előadóművész, Benkó Sándor (a Benkó Dixieland Band elődzenekarával) illetve az ekkor még csak 14 éves Kern András paródiaszámával. A döntőbe került a Metro együttes is, de az elromlott erősítőjük miatt nem tudtak fellépni.

### 1962–63
A második alkalommal megrendezett Ki mit tud?–ot 1962. október 20. és 1963. július 7. között tartották meg. Ez volt az egyetlen Ki mit tud?, amelyből a legtöbb fordulót rendeztek (döntővel együtt 18 adás) és a műsort egész televíziós idényen át közvetítették. A műsort első alkalommal vezette Megyeri Károly. A zsűriben itt szerepelt először Petrovics Emil, aki a Ki mit tud? döntőiben – az összes kiadást tekintve – a legtöbbször szerepelt zsűritag volt. A győztesek között olyan későbbi ismert előadók szerepeltek, mint például Sztevanovity Zorán előadóművész, Keveházi Gyöngyi zongoraművész, Szegedi Molnár Géza parodista vagy a Kék Csillag együttes, de itt szerepelt az Expressz együttes is.

### 1965

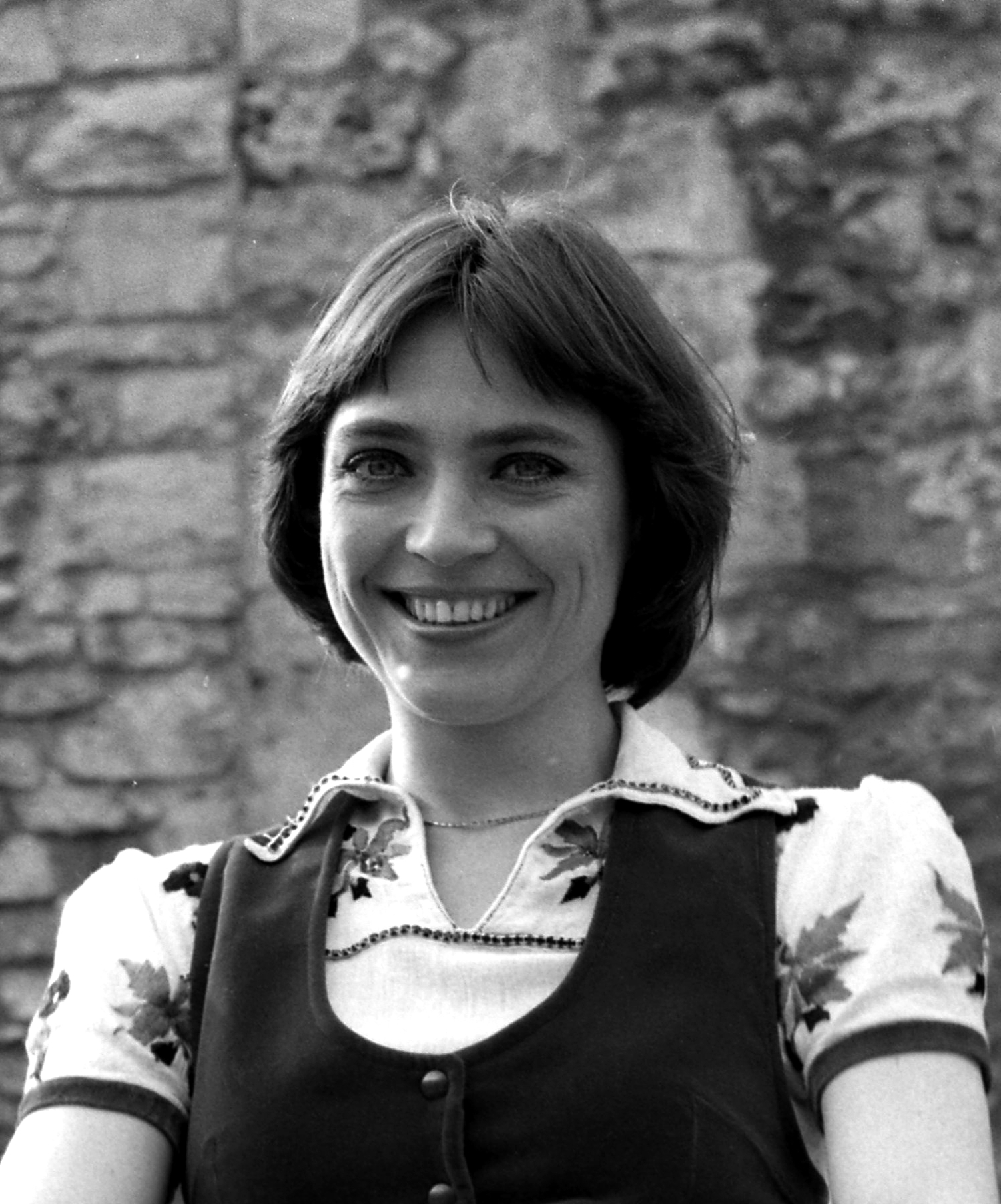
Kovács Kati, '65-ös Ki mit tud?-győztes (táncdal)

A harmadik Ki mit tud?-ot 1965. április 4. és június 12. között rendezték meg. Az első alkalommal két külön estére bontott döntőt a Budapesti Műszaki Egyetem aulájában tartották meg. A műsorvezető Megyeri Károly volt második alkalommal. A győztesek között szerepelt Kovács Kati, Ungár Anikó, Zádori Mária énekművész és a pécsi Bóbita bábegyüttes. De itt tűnt fel Harangozó Teri, Kováts Kolos operaénekes valamint Benedek Miklós, Vallai Péter és Dévényi Tibor is, mint a Reneszánsz paródiaegyüttes tagjai.

### 1968
A negyedik Ki mit tud?-ot 1968. április 25. és június 29. között rendezték meg a mai budapesti Bolgár Művelődési Házban. A műsorvezető harmadik alkalommal volt Megyeri Károly. Új kategóriaként jelent meg a pol-beat és az irodalmi színpad. A győztesek között volt a Tolcsvai-trió, az ekkor még 14 éves Schiff András zongoraművész, Kincses Veronika későbbi operaénekes, a Hungária együttes és Gálvölgyi János. De itt tűnt fel a Neoton és az ekkor még Rangers néven fellépő Corvina együttes is.

### 1972

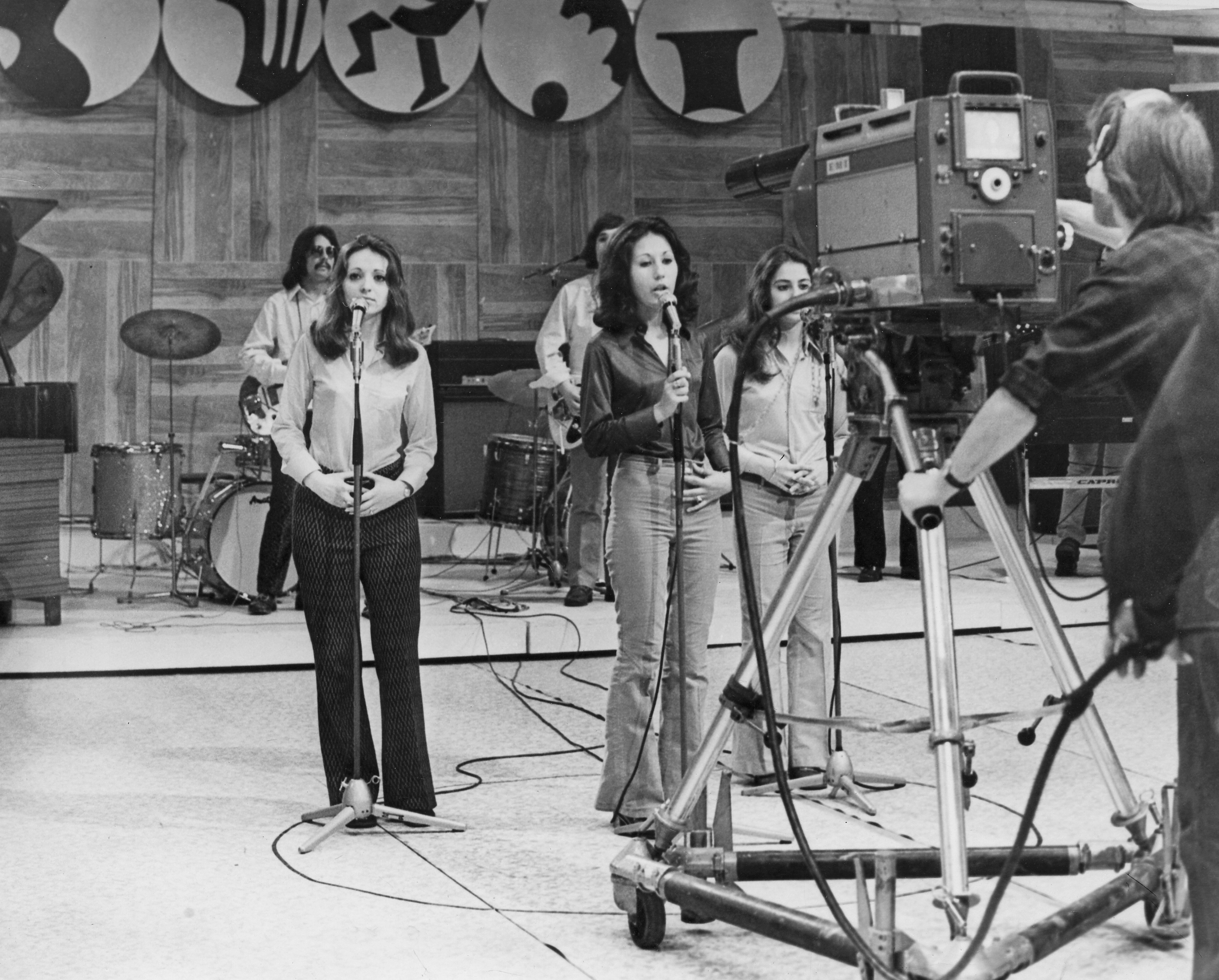
Mikrolied együttes (Herczku Annamária, Selényi Hédi és Várszegi Éva), '72-es Ki mit tud?-döntős (táncdal) és Generál együttessel győztes (tánczene)

Az ötödik Ki mit tud?-ot 1972. május 4 és július 8. között rendezték meg – az első három elődöntőt nem számítva – a Ganz-MÁVAG Művelődési Házban. A műsorvezető Megyeri Károly volt sorozatban negyedik (és egyben utolsó) alkalommal. A '72-es kiadás 88%-os közönségaránnyal az év legnézettebb hazai készítésű műsora volt (korabeli nézettségi statisztikák alapján). A győztesek között szerepelt a nem sokkal korábban megalakult Generál együttes Révész Sándorral, Szűcs Judith (táncdalénekesként és győztes kamarakórus tagjaként is), Berki Béla későbbi vezetőprímás, pol-beat énekesként Boros Lajos és a sorozatban harmadik alkalommal Ki mit tud?-győztes pécsi Bóbita bábegyüttes. De itt szerepelt a jódli énekével feltűnést keltő Forgács Gábor, a folk beat-et játszó Eszményi Viktória, a Mikrolied valamint a Kócbabák lányegyüttesek is.

### 1977
A hatodik kiadást 1977. február 4. és április 4. között rendezték a mai Kőrösi Csoma Sándor Kőbányai Kulturális Központban. A műsorvezető Horvát János volt. A győztesek között volt a Color együttes, Pleszkán Frigyes dzsesszzongorista, Lehr Ferenc-Rácz Mihály paródiaduója (Gúnya együttes), Vujicsis táncegyüttes és a Kis Rákfogó dzsessz együttes. Itt tűnt fel a Panta Rhei, Dévényi Ádám, Szögi Csaba táncművész és a versmondók között később ismertté vált színésznők (Kubik Anna, Tóth Enikő, Balogh Erika).

### 1983

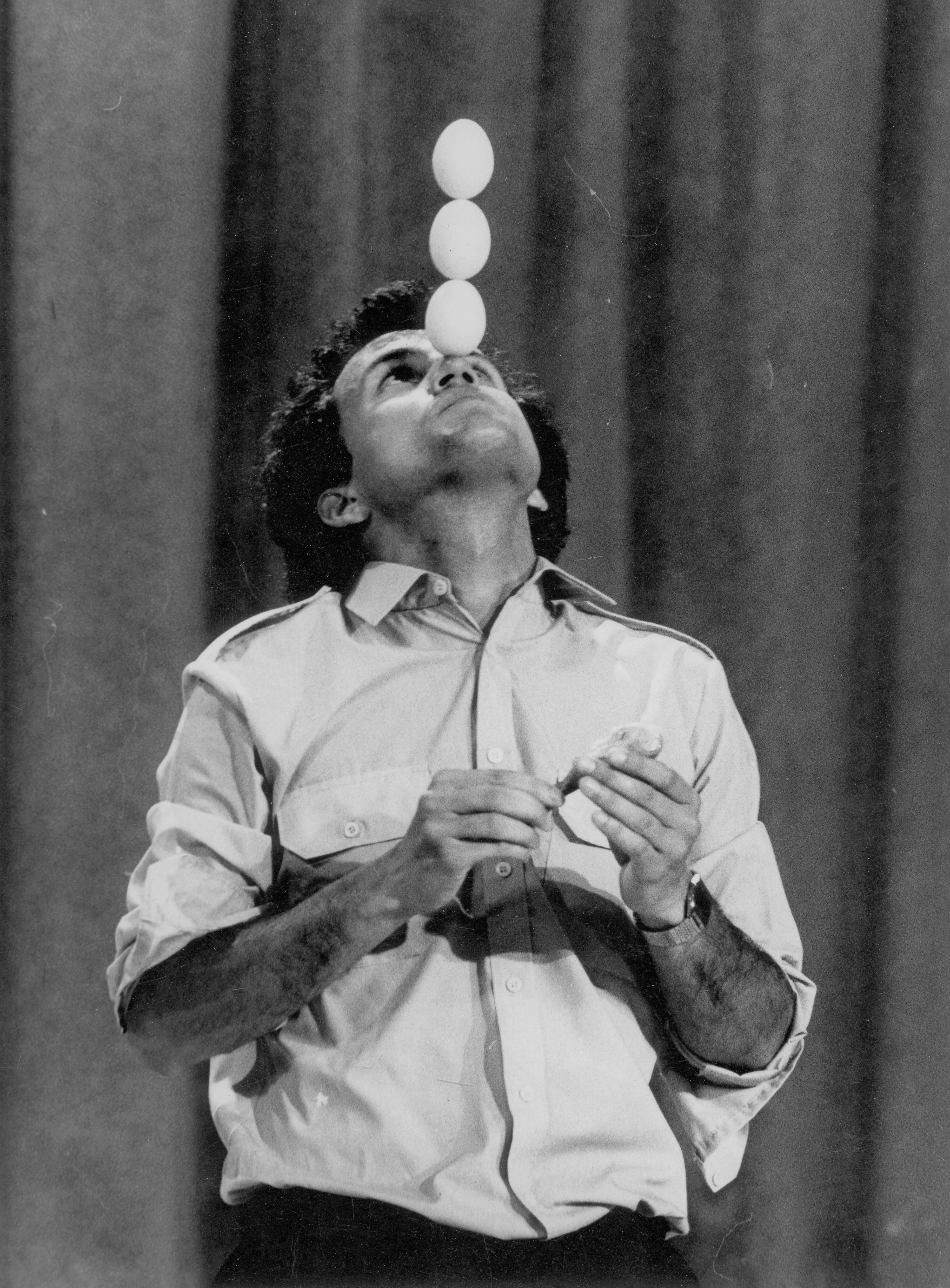
Forrás Csaba egyensúlyozó, '83-as Ki mit tud?-győztes (egyéb)

A hetedik kiadást 1983. május 20. és július 24. között rendezték meg a nem sokkal korábban átadott Almássy téri Szabadidőközpontban. A műsorvezető Gálvölgyi János volt, aki maga is korábbi Ki mit tud? győztes volt. A győztesek között volt Falusi Mariann dzsesszénekes (a későbbi Pa-dö-dő egyik tagja), Rókusfalvi Pált is soraiban tudó Studium Dixieland Band, Ghyczy Tamás bűvész, Forrás Csaba egyensúlyozóművész, a Szélkiáltó együttes és Farkas Kati dzsesszbalettes (későbbi koreográfus). Itt tűnt fel a döntőben a Pokolgép együttes, de a vetélkedőben szerepelt a középdöntőig jutó Rost Andrea operaénekes és a Czakó Ildikóval felálló Dopping-G együttes is.

### 1988
A nyolcadik kiadást 1988. július 27. és szeptember 17. között rendezték a budapesti Thália Színházban. A műsorvezető Antal Imre volt első alkalommal. A győztesek között találjuk többek között Jónás Tamás bűvészt és a közönségdíjas Los Andinos zenekart. Együttesek között itt tűnt fel a döntős Swetter és a Morris együttes. De itt szerepeltek később színészként befutott vers- és prózamondók is, mint például a győztes Fekete Ernő, a döntős Kálid Artúr valamint parodistaként Nyári Zoltán későbbi operaénekes is.

### 1993
A kilencedik Ki mit tud?-ot 1993. július 1. és szeptember 18. között rendezték a budapesti Madách Színházban. A műsorvezető második alkalommal volt Antal Imre. A győztesek között szerepelt az Enemy Squad breaktánc-együttes (tagjai között Szűcs Zoltánnal) és a többsíkú koncentráló Varga János. De itt szerepelt Bíró Eszter, Szolnoki Péter (a későbbi Bon-Bon együttes egyik tagja) és a Nyers együttes is. A vers- és prózamondó kategóriában találjuk többek között később ismertté vált Rába Roland és Németh Kristóf színészeket.

### 1996
A tizedik, jubileumi kiadást 1996. augusztus 28. és november 23. között rendezték a Budapesti Operettszínházban. A műsort Antal Imre vezette sorozatban harmadik alkalommal. A győztesek között olyan későbbi ismert előadók szerepeltek, mint például Nádasi Veronika színész-énekesnő, Lukács Peta zenész (Warning, Bikini, European Mantra), Kováts Gergely Csanád táncművész, Herczenik Anna operaénekesnő, Rácz Ödön nagybőgő-művész és Lakatos Mónika folklórénekes. De itt tűnt fel Dolmány Attila, Kinizsi Ottó, Kunovics Katalin (a későbbi Romantic együttes tagja) és Németh Juci (Anima Sound Systems és a Nemjuci énekesnője) is.

## Ki mit tud?-os fellépők

Képválogatás egykori Ki mit tud?-os fellépőkről
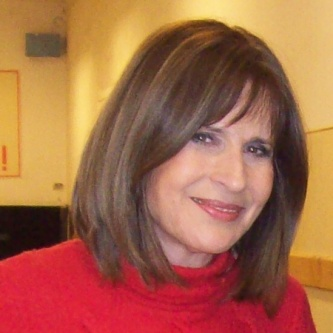
Koncz Zsuzsa (1962)
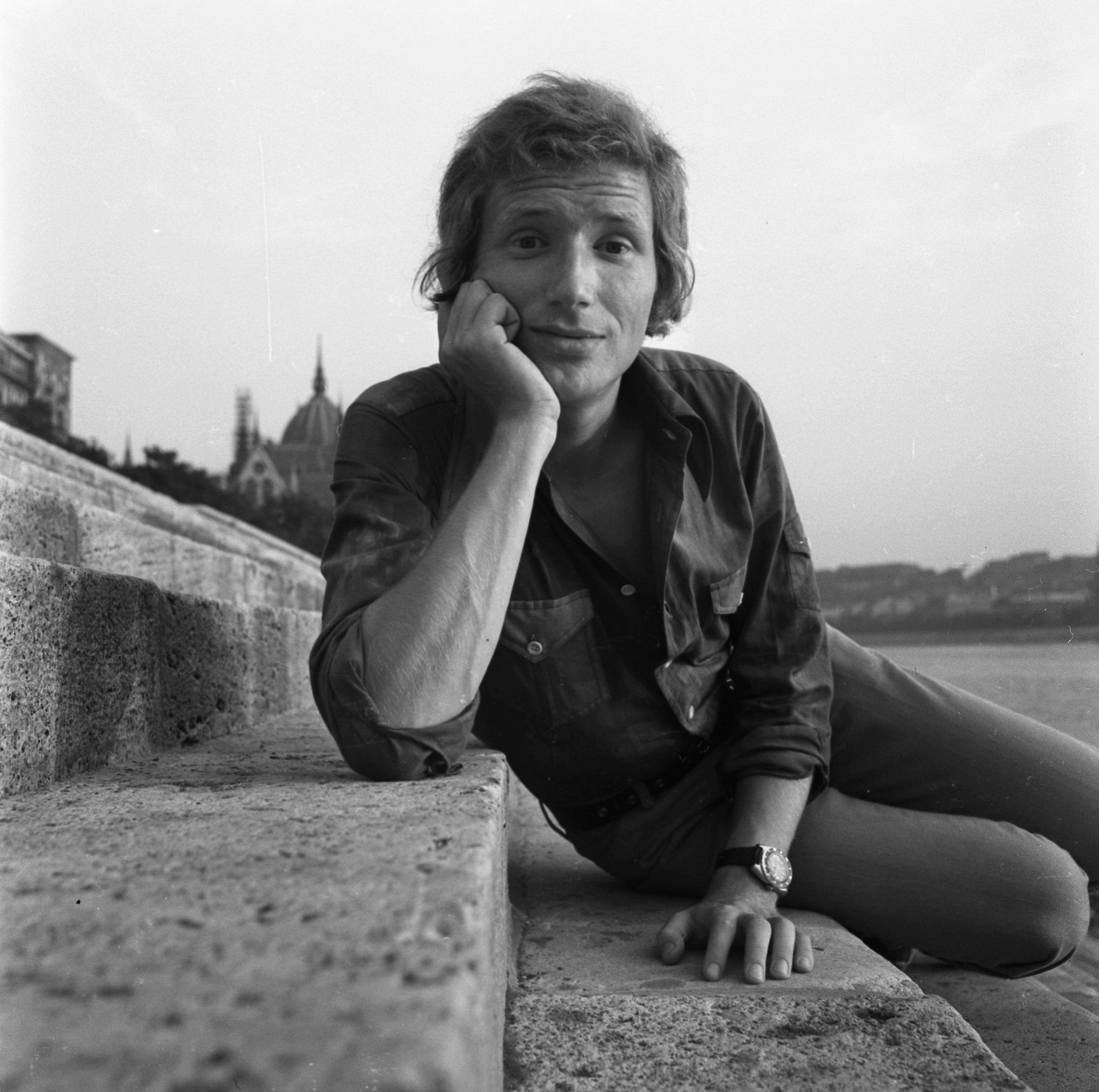
Kern András (1962)
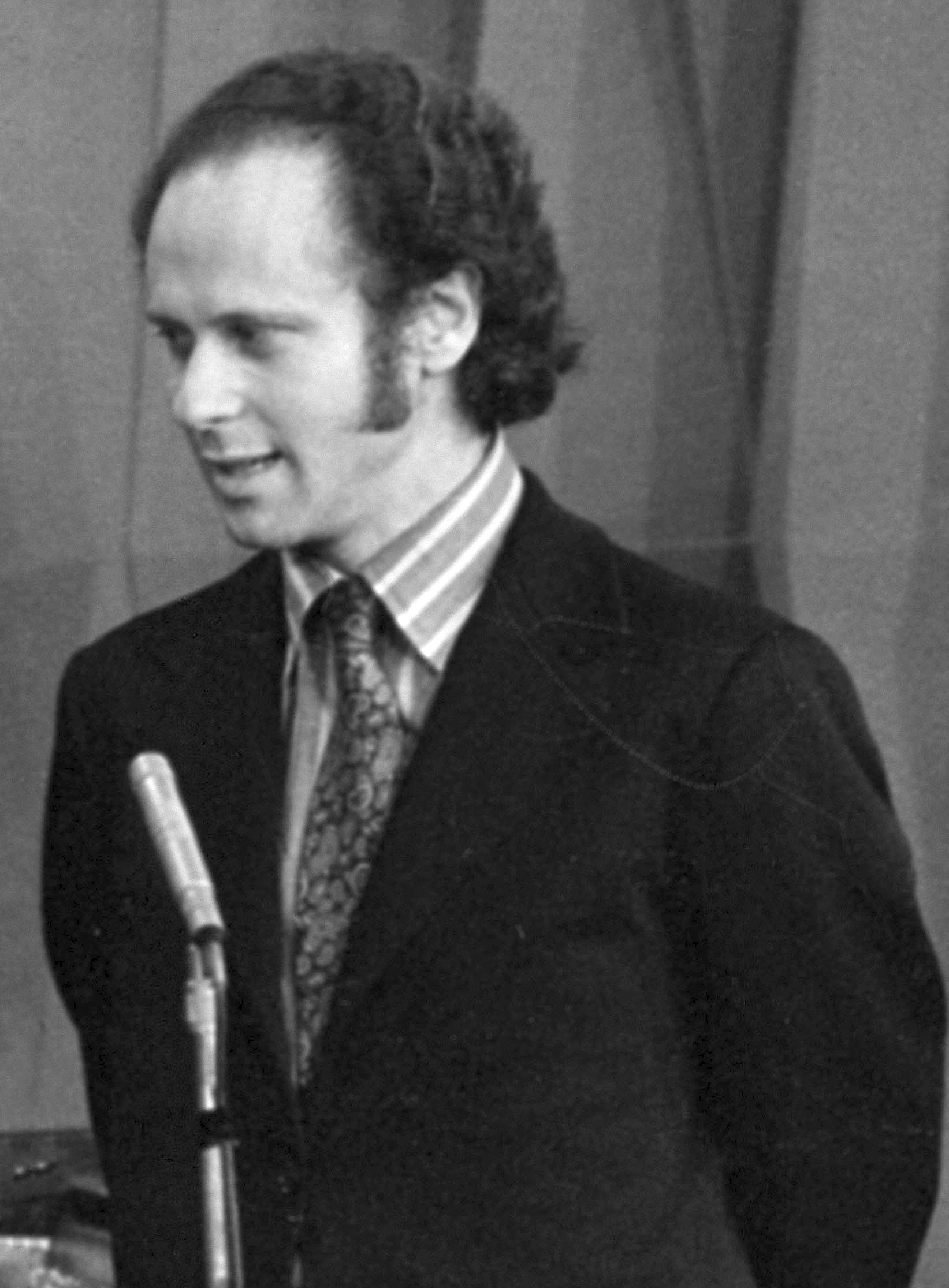
Hacki Tamás (1962)
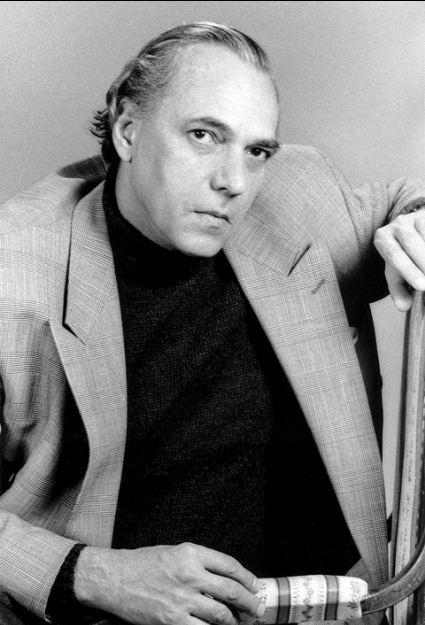
Benedek Miklós (Reneszánsz paródiaegyüttes tagjaként) (1965)
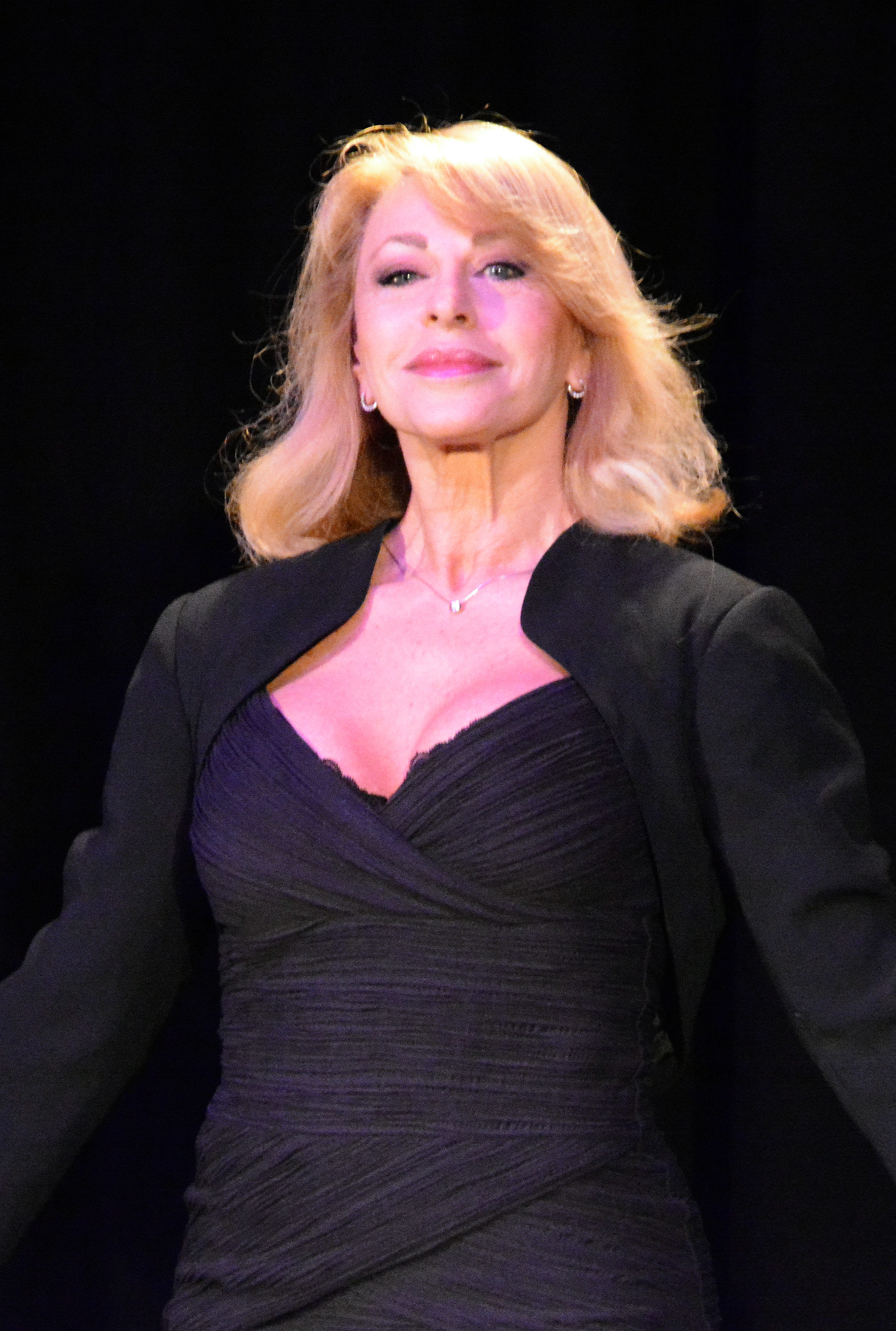
Ungár Anikó (1965)
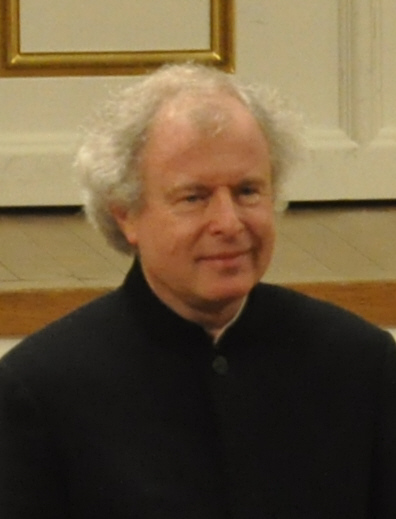
Schiff András (1968)
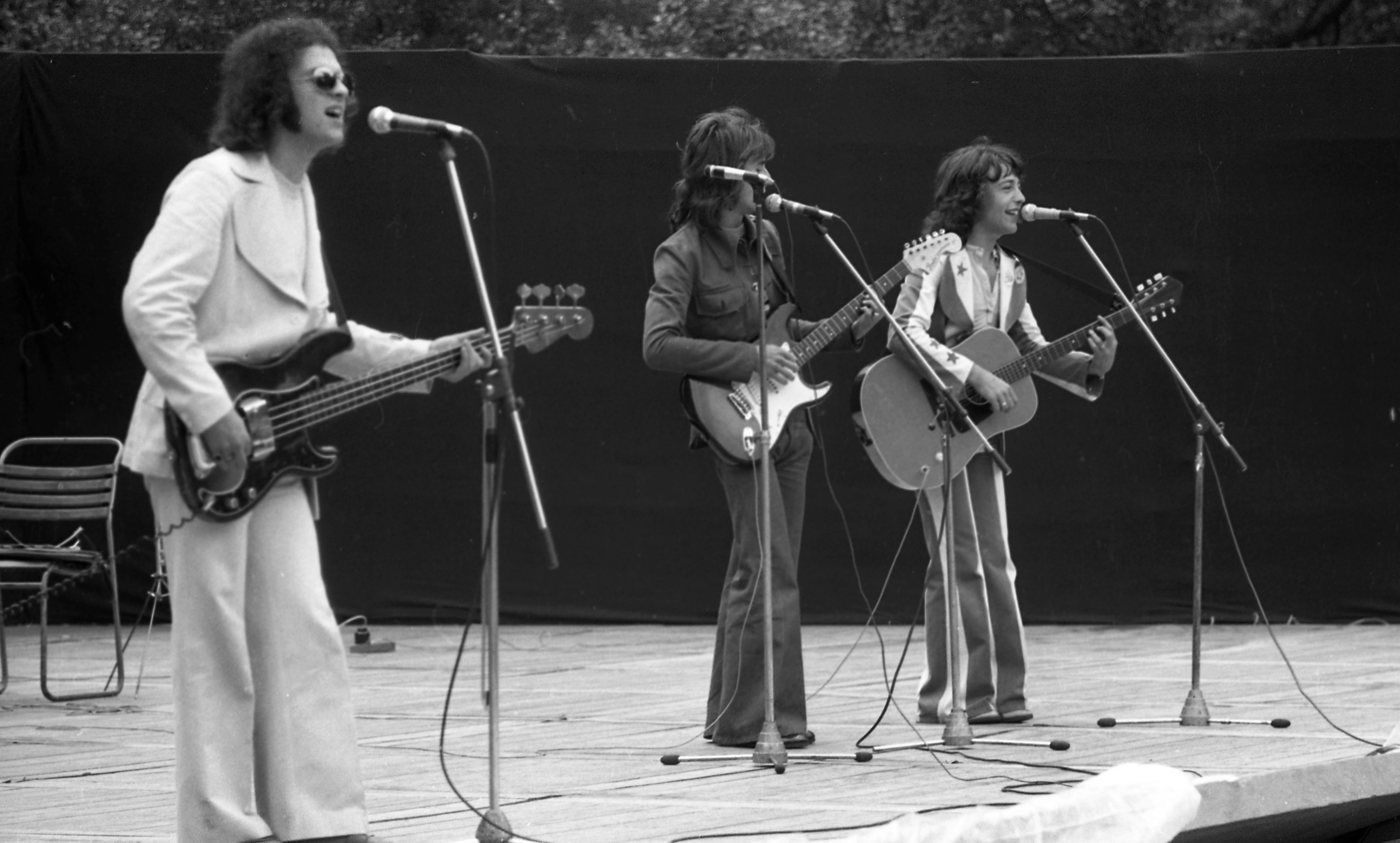
Hungária együttes (1968)
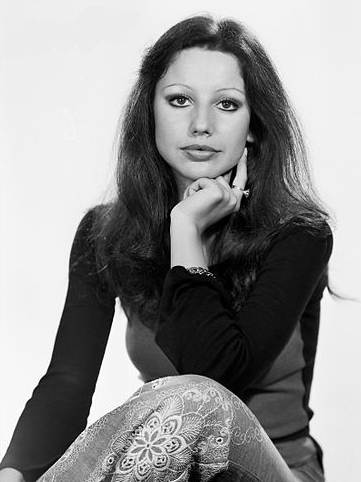
Szűcs Judith (1972)
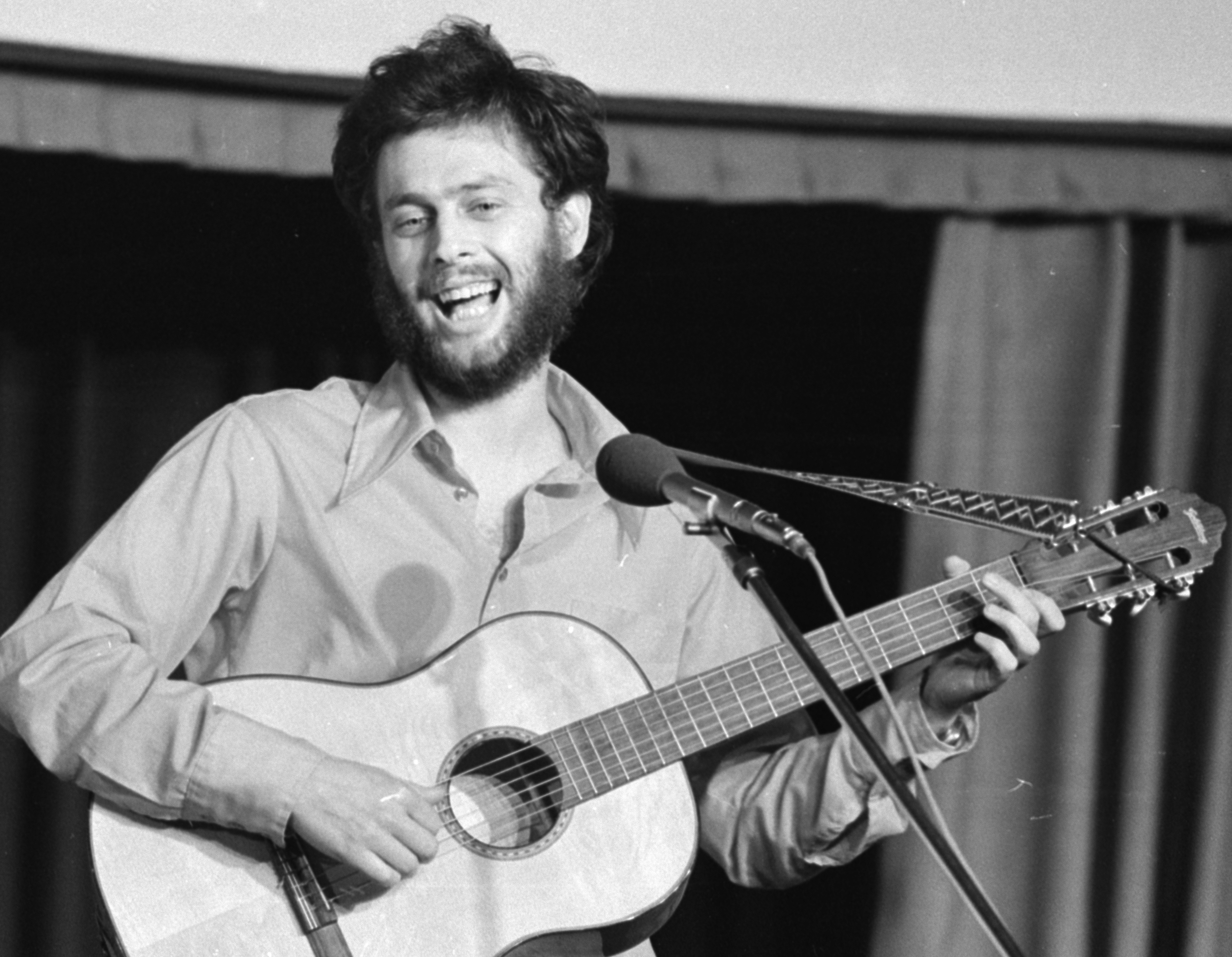
Boros Lajos (1972)
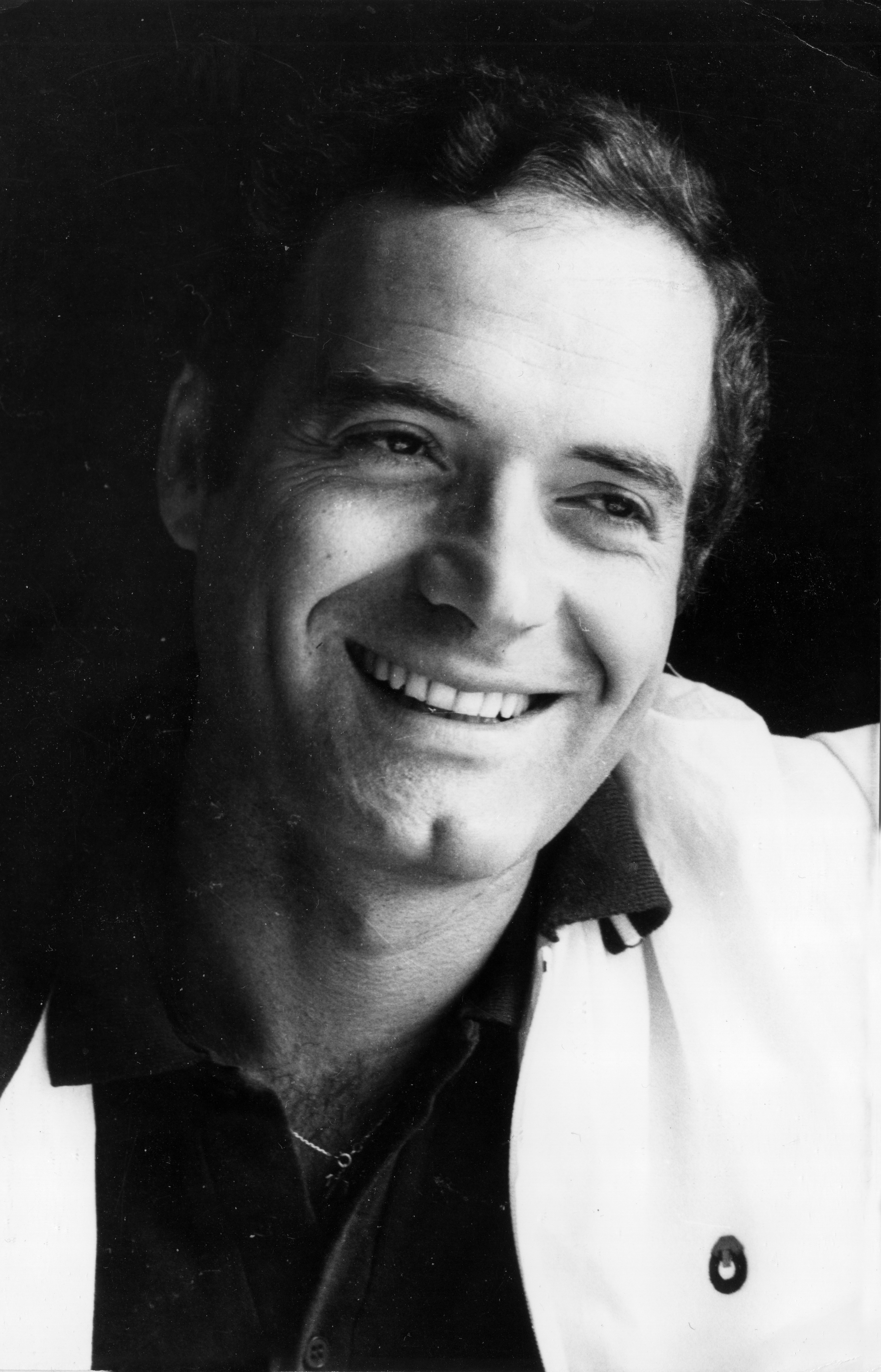
Forgács Gábor (1972)
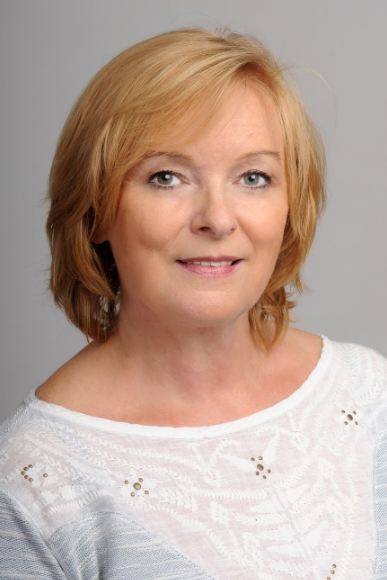
Kubik Anna (1977)
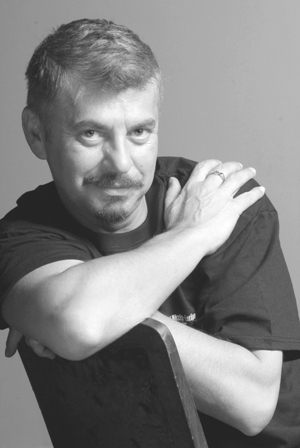
Szögi Csaba (1977)
Pleszkán Frigyes (1977)
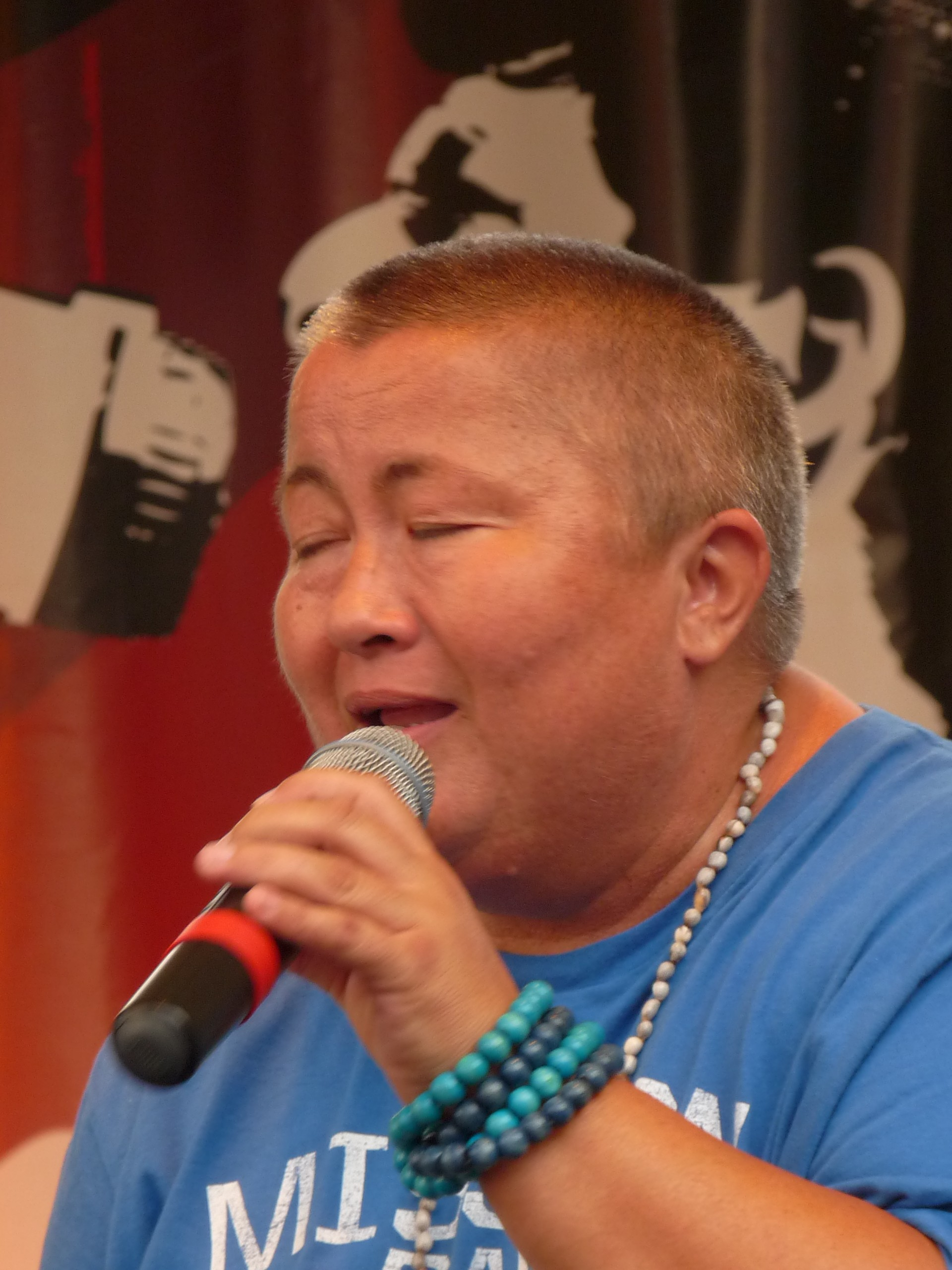
Falusi Mariann (1983)
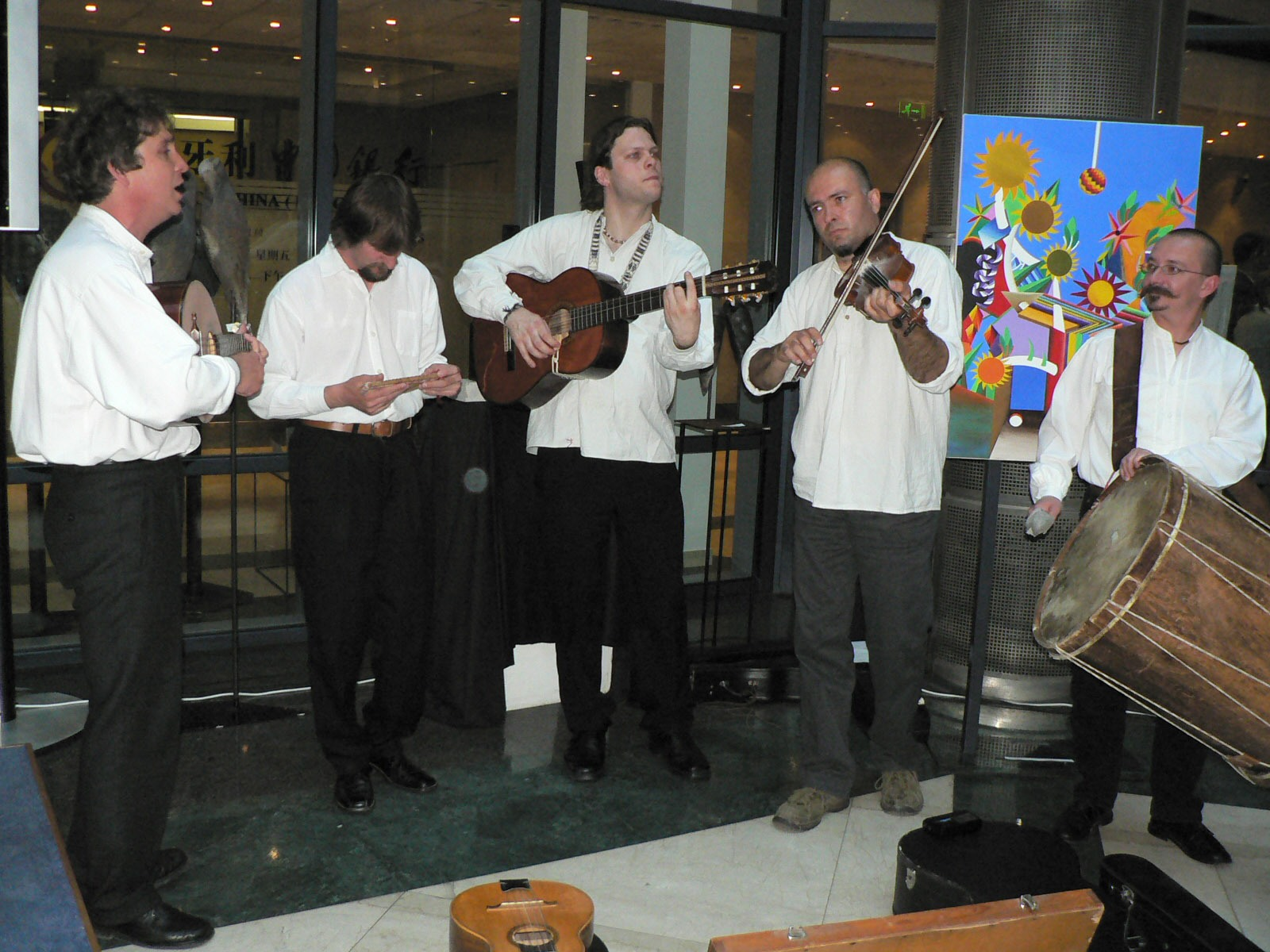
Los Andinos (1988)
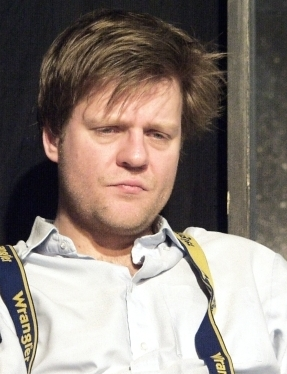
Fekete Ernő (1988)

## Kulturális hatása
Az első alkalommal kiírt Ki mit tud?-nak elsöprő sikere volt. Egy vidéki kisváros művelődési házának igazgatója elpanaszolta a műsor szerkesztőinek, hogy az országban turnézó Mojszejev együttes előadására hetekkel előtte minden jegy elkelt, de az előadás előtt döbbenve tapasztalta, hogy a Ki mit tud? televíziós döntő estéjén néhány lézengő gyereken kívül senki nem volt a 600 személyes nézőtéren. A döntő után És ön mit tud? címmel szórakoztató műsor is készült Kellér Dezső műsorvezetésével, amelyben ismert művészek mutatták be a szakmájuktól különböző egyéni képességeiket, néha mulatságos formában.
A műsor címe idővel szinonimává vált a magyar közéletben a tehetségkutató vetélkedőknek. Ennek hatására születtek később nevében is hasonló televíziós versenyek is, például a tanulók közötti Ki miben tudós? vagy a szakmunkások, technikusok és mérnökök közötti Ki minek a mestere?.  Az utolsó, 1996-os televíziós műsor befejezése után is helyi és közösségi szinten mai napig rendeznek ilyen névvel vetélkedőket. 2005-ben a Magyar Televízióban felvetődött a tehetségkutató folytatásának lehetősége, de ennek megvalósítására nem került sor. Ki Mit Tube néven három alkalommal szerveztek online vetélkedőt a magyar videótartalomkészítők között.
A műsor hatására születtek más egyéb megmérettetések is (pld. Riporter kerestetik, Röpülj, páva! és annak nemzetközi változata az Arany páva a keleti blokkbeli országokkal).
Később a műsort többször érte kritika a félamatőr–félprofi fellépők miatt, illetve a Táncdalfesztivál előretörésével a táncdal és a tánczene kategóriában lévő produkciók minőségével kapcsolatban (a Táncdalfesztiválon többnyire hivatásos előadók szerepeltek).

### A Ki mit tud?-os előadók a Táncdalfesztiválokon
A Táncdalfesztivál megjelenéséig a Ki mit tud? számított az első számú televíziós vetélkedőnek. Amikor a két vetélkedőt azonos évben rendezték, a Ki mit tud?-ot rendezték hamarabb, így az ott énekes-zenés kategóriákban megismert fiatal előadók és együttesek a Táncdalfesztiválon is megmutathatták magukat.
Így kaptak még nagyobb nyilvánosságot olyan korábbi Ki mit tud?-os előadók, mint a későbbi háromszoros Táncdalfesztivál-győztes Kovács Kati, Koncz Zsuzsa, Harangozó Teri, Mary Zsuzsi, Zorán, Szűcs Judith és olyan együttesek mint a Metro, Hungária, Corvina (a Ki mit tud?-on még Rangers néven szerepeltek), Neoton Familia (az egykori Neoton valamint a Kócbabák lány trió tagjaival), Generál és a Color együttes.

### A műsor által inspirált mozifilmek
- Patyolat-akció (1965): egy vidéki laktanya újoncai próbálnak részt venni a Ki mit tud?-on miközben különböző kalandokba keverednek. Főszereplők: Bodrogi Gyula, Zenthe Ferenc, Kiss Manyi és Szilvássy Annamária. Az év negyedik legnézettebb magyar filmje volt 2,1 millió nézővel A kőszívű ember fiai, A tizedes és a többiek és A Tenkes kapitánya sorozat mozis változata után.[25]
- Csinibaba (1997): a főszereplő az 1962-es Ki mit tud?-ra együttest alapít a barátaival, hogy megnyerje azt és kijuthasson helsinki VIT-re, onnan pedig tovább álljon nyugatra. Főszereplők: Gálvölgyi János, Nagy Natália, Galla Miklós és Reviczky Gábor. 1990 óta az egyik legnézettebb magyar mozifilm több mint félmilliós nézőszámmal.[26]